# Pádua Ildikó
Pádua Ildikó (Budapest, 1921. augusztus 31. – Budapest, 2004. március 9.) Aase-díjas magyar színésznő, Pádua Kálmán festőművész lánya.

## Élete
Pádua Kálmán festő lányaként született. 1947-ben végzett az Országos Magyar Színművészeti Akadémián. 1945-1947 között a Madách Színház, 1947-1949 között a Nemzeti Színház, 1949-1951 között a Vidám Színpad tagja volt. 1951-től haláláig a Madách Színházban játszott.
Budapesten hunyt el 2004. március 9-én, és földi maradványait április 8-án a budapesti a Fiumei úti sírkertben helyezték örök nyugalomra. Férje Trautsh (Trautsch) József Harald (1914–1993) színművész volt, aki 1993. június 16-án hunyt el, és akitől egy lánya és egy fia született.

## Színházi szerepeiből
A Színházi adattárban regisztrált bemutatóinak száma 84.
- Alekszandr Nyikolajevics Osztrovszkij: Farkasok és bárányok... Muszaveckaja
- Jacques Deval: Fehér szoba... Casterisné
- Bornemisza–Móricz: Magyar Elektra... Klitemnesztra)
- Shakespeare: Tévedések vígjátéka... Karola
- William Shakespeare: Rómeó és Júlia... Dajka
- Molière: Don Juan... Ibolya
- Schönthan testvérek–Kellér Dezső–Szenes Iván–Horváth Jenő: A szabin nők elrablása... Retteginé
- Pierre-Augustin Caron de Beaumarchais: Figaró házassága... Marcellina
- Makszim Gorkij: Éjjeli menedékhely... lepénysütő nő
- Neil Simon: A Napsugár fiúk... Ápolónő
- Szabó Magda: Régimódi történet... Géreczné
- Moldova György: Malom a pokolban... Szomszédasszony
- Koltai János: Albert Schweitzer... Ötödik hölgy
- Szomory Dezső: Takáts Alice... Gazdaasszony
- Németh Ákos: Lili Hofberg... Schmidt mama
- Joshua Sobol: Gettó... Judit

## Filmszerepek

### Játékfilmek
- Keménykalap és krumpliorr (Kórházi ápolónő a fertőző osztályon) (1978)
- Szikrázó lányok (Zsuzsa néni) (1974)
- Kakuk Marci (Pékné) (1973)
- A tanú (Miniszteri titkárnő) (1969)
- Tanulmány a nőkről (Alkalmazott az ügyvédi munkaközösségben) (1968)
- Mi lesz veled Eszterke? (1968)
- Zöldár (1965)
- A pénzcsináló (1964) (Vendéglősné)
- A szélhámosnő (Márta, a FÖZÉRT igazgatójának féltékeny felesége) (1963)
- Légy jó mindhalálig (Fanni, szobalány) (1960)

### Tévéfilmek
- A Pál utcai fiúk (Elza) (2003)
- Pasik!: Ikrek (Palika anyja) (2002)
- Öregberény (Idős vásárló a pékségben) (1993–1994)
- Kutyakomédiák: A vízizene (Utcai árus) (1992)
- Família Kft.: Sós néni nem házmester (Nénike) (1992)
- Csicsóka és a Moszkitók (1988)
- Szomszédok (Zsóka, szociális gondozó, Lenke néni ismerőse) (1987–1988)
- Zojka szalonja (Varrónő) (1986)
- Gyalogbéka (Annus néni) (1985)
- T.I.R.: Derült égből villámcsapás (Regina) (1984)
- Mint oldott kéve (Zsófia anyja) (1983)
- A farkas (Szakácsné) (1981)
- Képviselő úr (1980)
- Nők apróban (Társbérlő) (1980)
- Bolondnagysága (Varga néni) (1980)
- Földünk és vidéke (1978)
- A tőrbecsalt Blanco Posnet (Hannah) (1976)
- Asszony a viharban (Erdélyi asszony az állomáson) (1975)
- Keménykalap és krumpliorr (2. rész): Kell egy véreb! (Kórházi ápolónő a fertőző osztályon) (1974)
- Gúnyos mosoly (Terka néni, Tsz-dolgozó) (1974)
- Aranyborjú: 1. rész (Dühös szemtanú a buszról a zebrás incidensnél) (1974)
- A labda (Horváthné II, vidéki művelődésházi takarítónő) (1973)
- A bolondok grófja (Fulgentia) (1973)
- A fekete város (Wilnerné, a Molitorisz-kocsi utasa) (1972)

## Szinkronszerepek[10]

### Filmes szinkronszerepei
| Cím                | A film elkészülte | Magyar változat (szinkron) | Szerep                     | A szinkronizált színész |
| ------------------ | ----------------- | -------------------------- | -------------------------- | ----------------------- |
| Egy asszony illata | 1992              | 1993                       | Mrs. Hunsaker              | June Squibb             |
| A nő hétszer       | 1967              | 1977                       | Marianne, Edith szobalánya | Jessie Robins           |
| Táncrend           | 1937              | 1988                       |                            |                         |

### Filmsorozatbeli szinkronszerepei
| Cím                                                   | A film elkészülte | Magyar változat (szinkron)    | Szerep         | A szinkronizált színész |
| ----------------------------------------------------- | ----------------- | ----------------------------- | -------------- | ----------------------- |
| Vízipók-csodapók: A veszélyes homoktölcsér (rajzfilm) | 1980              | 1982. november 12. (bemutató) | Hangyakirálynő | –                       |

## Díjai
- Aase-díj (1991, 1997)
- Vándor Pufi-díj (1994)[11]